# Acanthodelta hircus
Acanthodelta hircus là một loài bướm đêm trong họ Noctuidae.